# Vidbir 2016
La prima edizione del Vidbir si è tenuta dal 6 al 21 febbraio 2016 presso gli studi STB di Hostomel' e ha selezionato il rappresentante dell'Ucraina all'Eurovision Song Contest 2016.
La vincitrice è stata Jamala con 1944.

## Organizzazione
Dopo un anno di assenza a causa della crisi finanziaria contratta dall'emittente nazionale ucraina Nacional'na Telekompanija Ukraïny (NTU), la stessa emittente ha annunciato il ritorno dell'Ucraina all'Eurovision Song Contest 2016, ospitato dalla capitale svedese di Stoccolma, il 16 settembre 2015.
Due mesi dopo, il 18 novembre, NTU annunciò che avrebbe dato il via ad una collaborazione con l'emittente televisiva privata STB al fine di produrre un nuovo metodo di selezione nazionale per la scelta del rappresentante nazione alla manifestazione europea.
Gli aspiranti partecipanti hanno potuto candidare i propri brani tra il 19 novembre 2015 e il 20 gennaio 2016 sul sito ufficiale di NTU; tuttavia è stato concesso agli artisti di prendere parte ad apposite audizioni organizzate nelle città ucraine di Zaporižžja e Charkiv (5 e 6 dicembre), Odessa e Leopoli (12 e 13 dicembre), Dnipro e Kiev (19 e 20 dicembre).
Nel mese di dicembre è stato annunciato che il compositore e produttore discografico Konstantin Meladze sarà il direttore artistico dell'evento.
La competizione si è tenuta in tre serate: le prime due sono dedicate alle semifinali da 9 partecipanti ciascuna il 6 e il 13 febbraio 2016, e la finale il successivo 21 febbraio, ove ha visto i 6 finalisti sfidarsi per la possibilità di rappresentare l'Ucraina all'Eurovision Song Contest 2016. I risultati sono stati decretati da una combinazione di voto della giuria e televoto.

### Giuria
La giuria per la selezione è stata composta da:
- Andrij Danylko, cantante e rappresentante dell'Ucraina all'Eurovision Song Contest 2007
- Kostjantyn Meladze, paroliere e direttore artistico del Vidbir
- Ruslana Lyžyčko, cantante, attivista e vincitrice dell'Eurovision Song Contest 2004

## Partecipanti
Una giuria presieduta dal direttore artistico del concorso Kostjantyn Meladze ha selezionato i 18 partecipanti fra le proposte ricevute, che sono stati annunciati il 26 gennaio 2016.
| Artista                 | Brano         | Lingua                    | Compositori                                                                   |
| ----------------------- | ------------- | ------------------------- | ----------------------------------------------------------------------------- |
| Aida Nikolajčuk         | Inner Power   | Inglese                   | Olena Mel'nyk, Jevhen Matjušenko                                              |
| Alloise                 | Crown         | Inglese                   | Alla Moskovka, Oleksij Laptjev                                                |
| Anastasija Prychod'ko   | I Am Free Now | Inglese                   | Šušan Sarhsjan, Mykola Brovčenko                                              |
| Arkadij Vojtjuk         | Vse v tobi    | Ucraino                   | Arkadij Vojtjuk                                                               |
| Brunettes Shoot Blondes | Every Monday  | Inglese                   | Andrij Koval'ov                                                               |
| Jamala                  | 1944          | Inglese, tataro di Crimea | Susana Alimivna Džamaladinova, Art Antonyan, Armen Kostandyan, Jevhen Filatov |
| Japanda                 | Anime         | Inglese                   | Alica Kosmos                                                                  |
| Lavika                  | Hold Me       | Inglese                   | Ivan Dančenko, Ljubov Junak, Freddy Newton                                    |
| NuAngels                | Higher        | Inglese                   | Alexander Bard, Andreas Öhrn, Chris Wahle                                     |
| Peaks of Kings          | Last Hope     | Inglese                   | Valentine Peak                                                                |
| Pringlez                | Easy to Love  | Inglese                   | Hanna Korsun                                                                  |
| Pur:Pur                 | We Do Change  | Inglese                   | Natalija Smirina, Jevhen Žebko                                                |
| SunSay                  | Love Manifest | Inglese                   | Andrij Zaporožec', Jevhen Filatov                                             |
| Svitlana Tarabarova     | Nikoly znovu  | Ucraino, inglese          | Svitlana Tarabarova                                                           |
| The Hardkiss            | Helpless      | Inglese, ucraino          | Julija Sanina, Valerij Bebko                                                  |
| Tonja Matvijenko        | Tin Whistle   | Inglese                   | Antonina Matvijenko, Maria Hedrojc                                            |
| Uladzislaŭ Kurasaŭ      | I'm Insane    | Inglese                   | Uladzislaŭ Kurasaŭ, Natalija Rostova                                          |
| Viktorija Petryk        | Overload      | Inglese                   | Ylva Persson, Linda Persson, Niclas Haglund, William Taylor                   |

## Semifinali
Le semifinali si sono svolte in due serate, il 6 e il 13 febbraio 2016, e ha visto competere 9 partecipanti ciascuna per i tre posti per puntata destinati alla finale. La divisione delle semifinali è stata resa nota il 27 gennaio 2016, in un sorteggio presentato da Ruslana Lyžyčko. Il voto combinato del voto della giuria e televoto ha determinato i sei finalisti.

### Prima semifinale
La prima semifinale si è tenuta il 6 febbraio 2016 presso gli studi televisivi di STB ad Hostomel'.
Ivan, rappresentante della Bielorussia all'Eurovision Song Contest 2016, si è esibito come ospite durante la serata con il brano Help You Fly.
Ad accedere alla finale sono stati The Hardkiss, Jamala e i Brunettes Shoot Blondes.
| # | Artista                 | Brano         | Punteggio | Punteggio | Punteggio | Punteggio | Posizione |
| # | Artista                 | Brano         | Giuria    | Televoto  | Televoto  | Totale    | Posizione |
| - | ----------------------- | ------------- | --------- | --------- | --------- | --------- | --------- |
| 1 | Anastasija Prychod'ko   | I Am Free Now | 4         | 2,89%     | 3         | 7         | 7         |
| 2 | The Hardkiss            | Helpless      | 7         | 16,03%    | 8         | 15        | 2         |
| 3 | Tonja Matvijenko        | Tin Whistle   | 5         | 2,83%     | 2         | 7         | 8         |
| 4 | Uladzislaŭ Kurasaŭ      | I'm Insane    | 3         | 3,91%     | 4         | 7         | 6         |
| 5 | Lavika                  | Hold Me       | 1         | 0,73%     | 1         | 2         | 9         |
| 6 | Jamala                  | 1944          | 9         | 49,22%    | 9         | 18        | 1         |
| 7 | Aida Nikolajčuk         | Inner Power   | 2         | 10,41%    | 7         | 9         | 5         |
| 8 | Svitlana Tarabarova     | Nikoly znovu  | 6         | 7,24%     | 6         | 12        | 4         |
| 9 | Brunettes Shoot Blondes | Every Monday  | 8         | 6,74%     | 5         | 13        | 3         |

### Seconda semifinale
La seconda semifinale si è tenuta il 13 febbraio 2016 presso gli studi televisivi di STB ad Hostomel'.
Barei, rappresentante della Spagna all'Eurovision Song Contest 2016, si è esibito come ospite durante la serata con il brano Say Yay!.
Ad accedere alla finale sono stati le NuAngels, i Pur:Pur e i SunSay.
| # | Artista          | Brano         | Punteggio | Punteggio | Punteggio | Punteggio | Posizione |
| # | Artista          | Brano         | Giuria    | Televoto  | Televoto  | Totale    | Posizione |
| - | ---------------- | ------------- | --------- | --------- | --------- | --------- | --------- |
| 1 | Arkadij Vojtjuk  | Vse v tobi    | 4         | 5,34%     | 6         | 10        | 4         |
| 2 | Alloise          | Crown         | 6         | 1,95%     | 2         | 8         | 6         |
| 3 | Japanda          | Anime         | 1         | 1,47%     | 1         | 2         | 9         |
| 4 | NuAngels         | Higher        | 7         | 14,69%    | 8         | 15        | 2         |
| 5 | Pur:Pur          | We Do Change  | 8         | 10,19%    | 7         | 15        | 3         |
| 6 | Peaks of Kings   | Last Hope     | 3         | 3,38%     | 3         | 6         | 8         |
| 7 | Viktorija Petryk | Overload      | 2         | 4,64%     | 4         | 6         | 7         |
| 8 | Pringlez         | Easy to Love  | 5         | 5,30%     | 5         | 10        | 5         |
| 9 | SunSay           | Love Manifest | 9         | 53,03%    | 9         | 18        | 1         |

## Finale
La finale si è tenuta il 21 febbraio 2016 presso gli studi televisivi di STB ad Hostomel'.
Nicky Byrne, rappresentante dell'Irlanda all'Eurovision Song Contest 2016, si è esibito come ospite durante la serata con il brano Sunlight.
A vincere il voto della giuria e il televoto sono stati rispettivamente gli Hardkiss e Jamala, portando il risultato finale ad un pareggio; tuttavia, in accordo con il regolamento del concorso, Jamala è stata proclamata vincitrice avendo ottenuto il maggior numero di voti da parte del televoto.
| # | Artista                 | Brano         | Punteggio | Punteggio | Punteggio | Punteggio | Posizione |
| # | Artista                 | Brano         | Giuria    | Televoto  | Televoto  | Totale    | Posizione |
| - | ----------------------- | ------------- | --------- | --------- | --------- | --------- | --------- |
| 1 | Brunettes Shoot Blondes | Every Monday  | 1         | 3,40%     | 1         | 2         | 6         |
| 2 | NuAngels                | Higher        | 3         | 5,94%     | 2         | 5         | 5         |
| 3 | The Hardkiss            | Helpless      | 6         | 21,11%    | 5         | 11        | 2         |
| 4 | Jamala                  | 1944          | 5         | 37,77%    | 6         | 11        | 1         |
| 5 | SunSay                  | Love Manifest | 4         | 18,20%    | 4         | 8         | 3         |
| 6 | Pur:Pur                 | We Do Change  | 2         | 13,58%    | 3         | 5         | 4         |

## Controversie
Alcuni politici tatari hanno manifestato il proprio dissenso in quanto gli spettatori residenti in Crimea non hanno avuto la possibilità di votare nella competizione. Refat Čubarov ha detto: "Se gli abitanti della Crimea non hanno la possibilità di votare in simili competizioni ucraine, ci stiamo silenziosamente accordando con coloro che sostengono che la Crimea non sia parte dell'Ucraina". La Crimea infatti è stata annessa alla Federazione russa nel 2014, annessione contestata a livello internazionale.
Il brano 1944, interpretato da Jamala, è stato più volte contestato a causa del parallelo tra l'argomento del testo, ossia la deportazione dei tatari di Crimea nell'Unione Sovietica, e l'annessione della Crimea da parte della Russia ponendo sullo stesso piano i due eventi.
In seguito alla vittoria dello stesso brano, alcuni parlamentari della Duma di Stato si sono appellati all'Unione europea di radiodiffusione (UER) affinché esso fosse squalificato dall'Eurovision Song Contest 2016 a causa del suo contenuto politico, contrario al regolamento della manifestazione. Dal canto suo l'interprete ha respinto le accuse, negando qualsiasi significato politico del brano. Nonostante le accuse sul contenuto politico, il brano è stato ammesso dal gruppo di referenza dell'UER alla manifestazione il 9 marzo 2016.

## All'Eurovision Song Contest

### Verso l'evento

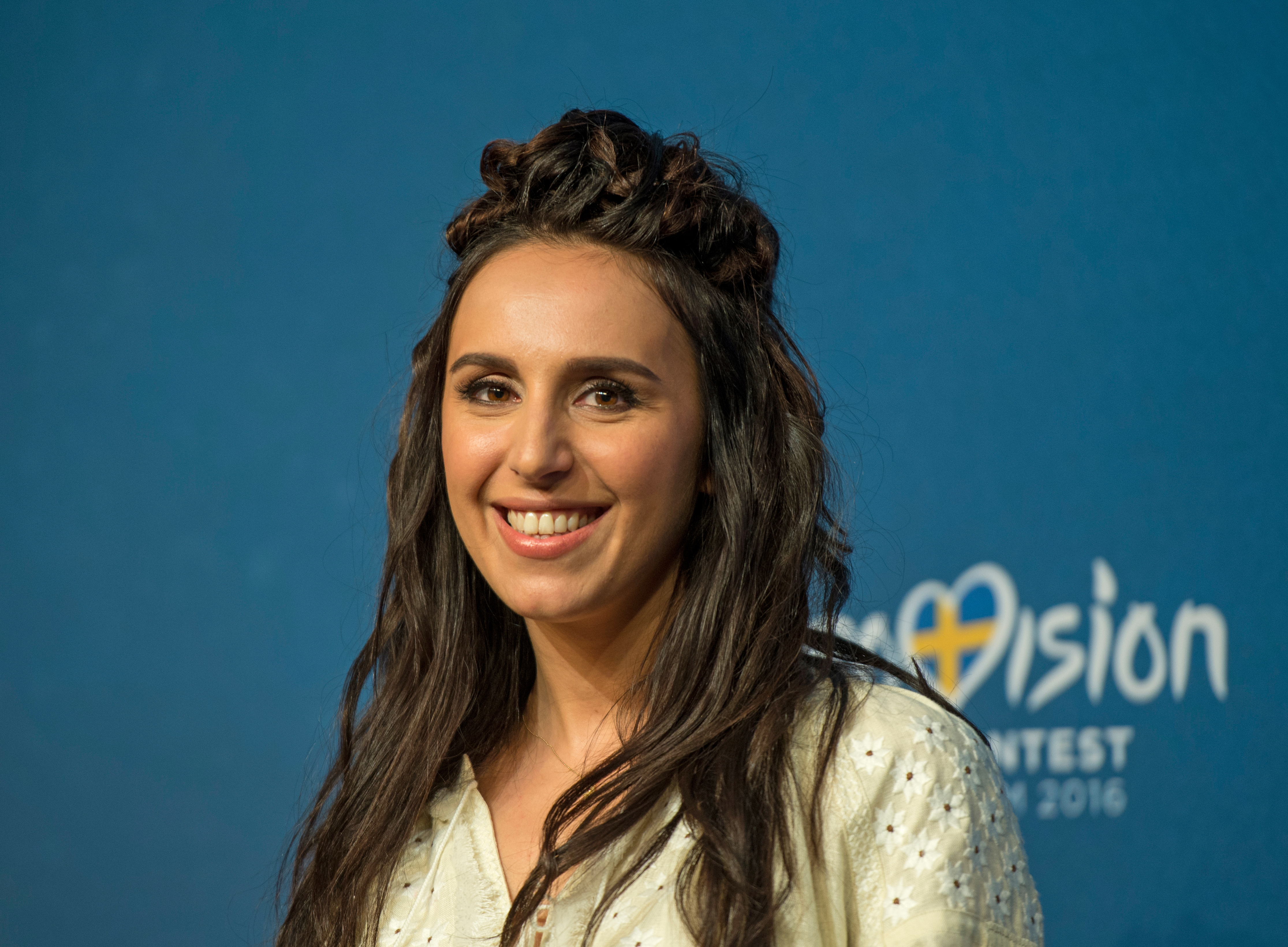
Jamala durante il meet and greet

Il 25 gennaio 2016 si è tenuto il sorteggio che ha determinato la composizione delle due semifinali: l'Ucraina è stata sorteggiata per partecipare nella seconda metà della seconda semifinale, venendo poi posta al 15º posto nell'ordine di esibizione, dopo i danesi Lighthouse X e prima della norvegese Agnete. In seguito alla squalifica della Romania tuttavia, l'Ucraina si è spostata al 14º posto.
Jamala, per promuovere il proprio brano, ha preso parte all'Eurovision in Concert (Amsterdam, 9 aprile 2016).
L'Ucraina ha affrontato le prove tecniche il 5 e 7 maggio, seguite da quelle generali l'11 e 12 maggio, includendo lo show riservato alle giurie nazionali.

### Voto

#### Giuria e portavoce
La giuria ucraina per l'Eurovision Song Contest 2016 è stata composta da:
- Oleksandr Ksenofontov, produttore, paroliere e presidente di giuria;
- Marija Burmaka, cantautrice e musicista;
- Valentyn Koval', direttore di M1 e M2;
- Valerija Čačibaja, direttrice di Radio "Aristocrats" PLC;
- Andre France, cantautore e produttore.

La portavoce dei voti della giuria in finale è stata Vjerka Serdjučka, rappresentante dello stato all'Eurovision Song Contest 2007.

#### Punti assegnati all'Ucraina
| Giurie 3° (135 punti)                                            | Giurie 3° (135 punti)                              | Giurie 3° (135 punti)     | Giurie 3° (135 punti) | Giurie 3° (135 punti)               |
| 12                                                               | 10                                                 | 8                         | 7                     | 6                                   |
| ---------------------------------------------------------------- | -------------------------------------------------- | ------------------------- | --------------------- | ----------------------------------- |
| - Georgia - Polonia                                              | - Israele - Italia - Lettonia - Macedonia - Serbia | - Lituania - Slovenia     | - Bielorussia         | - Germania - Norvegia - Regno Unito |
| 5                                                                | 4                                                  | 3                         | 2                     | 1                                   |
| - Albania - Belgio - Svizzera                                    | - Bulgaria                                         |                           |                       | - Danimarca                         |
| Televoto 1° (152 punti)                                          |                                                    |                           |                       |                                     |
| 12                                                               | 10                                                 | 8                         | 7                     | 6                                   |
| - Bielorussia - Bulgaria - Georgia - Italia - Lettonia - Polonia | - Lituania                                         | - Germania - Slovenia     | - Israele             | - Belgio - Macedonia - Serbia       |
| 5                                                                | 4                                                  | 3                         | 2                     | 1                                   |
| - Albania - Danimarca - Svizzera                                 | - Irlanda - Norvegia                               | - Australia - Regno Unito |                       |                                     |

| Giurie 2° (211 punti) | Giurie 2° (211 punti) | Giurie 2° (211 punti)                        | Giurie 2° (211 punti)                                                              | Giurie 2° (211 punti)                     |
| 12 | 10 | 8                                            | 7                                                                                  | 6                                         |
| --- | --- | -------------------------------------------- | ---------------------------------------------------------------------------------- | ----------------------------------------- |
| - Bosnia ed Erzegovina - Danimarca - Georgia - Israele - Lettonia - Macedonia - Moldavia - Polonia - San Marino - Serbia - Slovenia | - Azerbaigian - Italia - Regno Unito                                                                                               | - Lituania                                   | - Bielorussia - Estonia - Germania                                                 | - Svizzera                                |
| 5 | 4 | 3                                            | 2                                                                                  | 1                                         |
| | - Norvegia | - Belgio - Paesi Bassi                       | - Australia - Grecia                                                               |                                           |
| Televoto 2° (323 punti) | |                                              |                                                                                    |                                           |
| 12 | 10 | 8                                            | 7                                                                                  | 6                                         |
| - Finlandia - Italia - Polonia - Repubblica Ceca - San Marino - Ungheria                                                            | - Armenia - Austria - Azerbaigian - Bielorussia - Bulgaria - Croazia - Francia - Georgia - Lettonia - Lituania - Moldavia - Russia | - Australia - Estonia - Israele - Montenegro | - Bosnia ed Erzegovina - Cipro - Paesi Bassi - Serbia - Slovenia - Spagna - Svezia | - Albania - Germania - Grecia - Macedonia |
| 5 | 4 | 3                                            | 2                                                                                  | 1                                         |
| - Regno Unito | - Irlanda - Malta - Norvegia - Svizzera                                                                                            | - Danimarca                                  | - Belgio                                                                           |                                           |

#### Punti assegnati dall'Ucraina
| Punti | Giuria      | Televoto    |
| ----- | ----------- | ----------- |
| 12    | Australia   | Polonia     |
| 10    | Belgio      | Bielorussia |
| 8     | Lituania    | Georgia     |
| 7     | Israele     | Australia   |
| 6     | Lettonia    | Lituania    |
| 5     | Bielorussia | Bulgaria    |
| 4     | Georgia     | Belgio      |
| 3     | Serbia      | Lettonia    |
| 2     | Irlanda     | Israele     |
| 1     | Polonia     | Norvegia    |

| Punti | Giuria      | Televoto    |
| ----- | ----------- | ----------- |
| 12    | Lituania    | Russia      |
| 10    | Belgio      | Azerbaigian |
| 8     | Lettonia    | Polonia     |
| 7     | Azerbaigian | Armenia     |
| 6     | Israele     | Georgia     |
| 5     | Australia   | Lettonia    |
| 4     | Svezia      | Australia   |
| 3     | Georgia     | Lituania    |
| 2     | Ungheria    | Bulgaria    |
| 1     | Bulgaria    | Svezia      |